# برو راهتو برو
برو راهتو برو (به هندی: Chal Chala Chal) فیلمی محصول سال ۲۰۰۹ و به کارگردانی تی. کی. راجیو کومار است. در این فیلم بازیگرانی همچون گوویندا، راجپال یاداو، ریما سن، اوم پوری، آصف باسرا، آسرانی، مانوج جوشی ایفای نقش کرده‌اند.